# Мале Біле (Росія)
Мале́ Бі́ле (рос. Малое Белое) — село у складі Юргамиського району Курганської області, Росія. Входить до складу Кислянської сільської ради.
Населення — 356 осіб (2010, 421 у 2002).